# Präsidentschaftswahl in den Vereinigten Staaten 1960
Die Präsidentschaftswahl in den USA von 1960 markierte das Ende der achtjährigen Präsidentschaft von Dwight D. Eisenhower. Eisenhowers Stellvertreter Richard Nixon, der dem Amt des Vizepräsidenten erstmals politisches Gewicht verliehen hatte, war der unumstrittene Kandidat der Republikaner, nachdem der einzige potentielle Konkurrent, Gouverneur Nelson Rockefeller aus New York, auf eine Kandidatur verzichtet hatte. Die Demokraten nominierten den Senator aus Massachusetts, John F. Kennedy. Bei der Wahl am 8. November 1960 gelang Kennedy dann ein knapper Sieg über Nixon.

## Kandidaten

### Republikaner
Richard Nixon, der das Amt des Vizepräsidenten in den vergangenen vier Jahren politisch relevant gemacht hatte, gewann die Nominierung der Republikaner. Die Republikaner waren seit sechs Jahren im Kongress in der Minderheit, was den Demokraten einen Vorteil verschaffte.

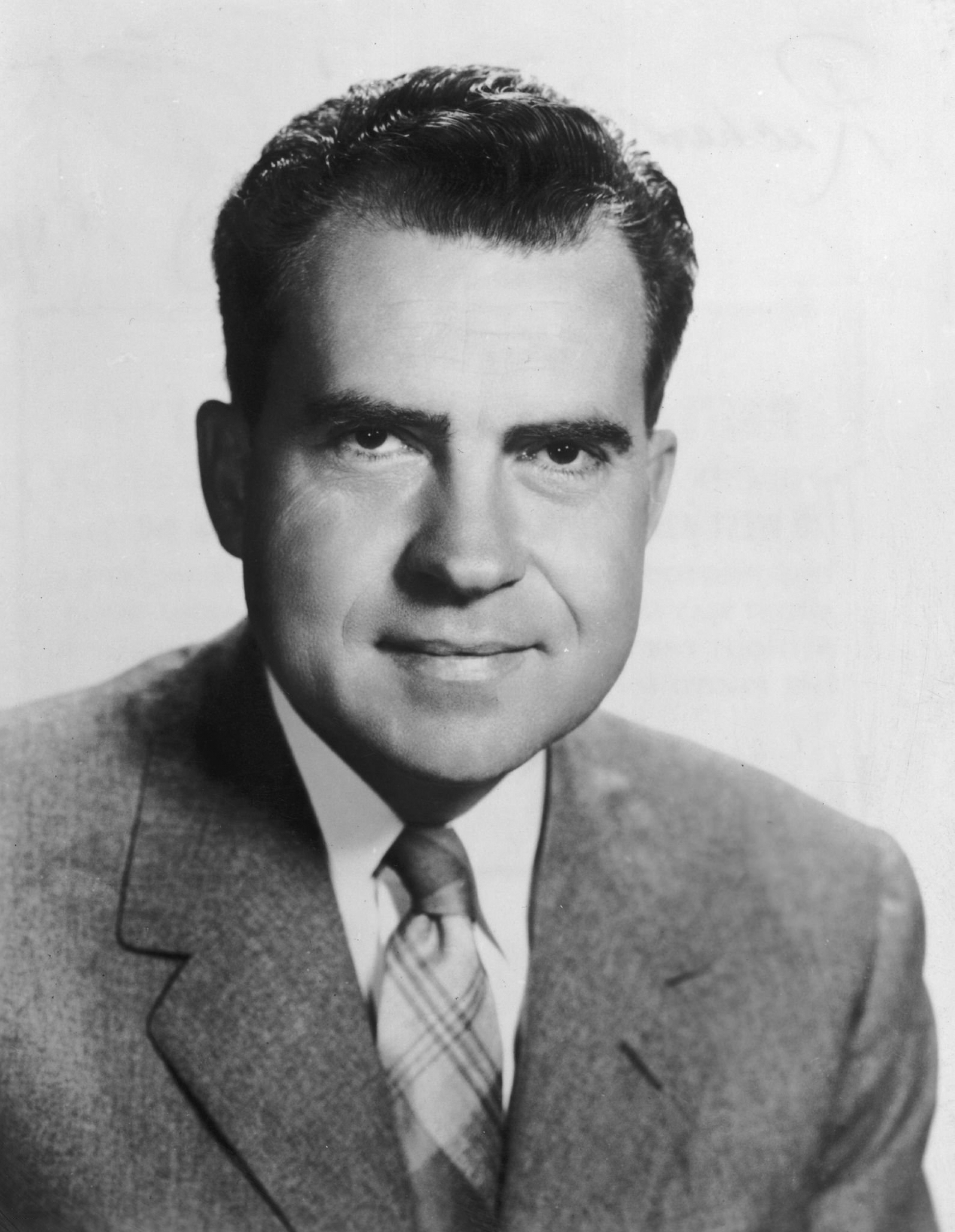
Vizepräsident Richard Nixon aus Kalifornien
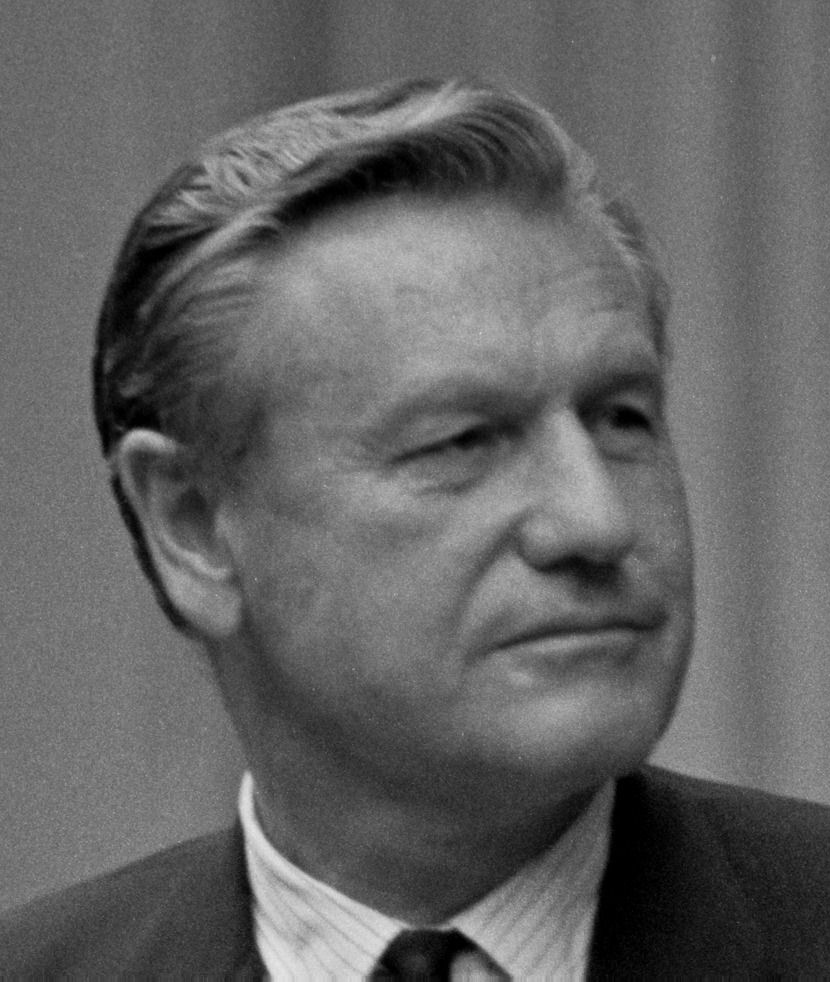
Gouverneur Nelson Rockefeller, New York
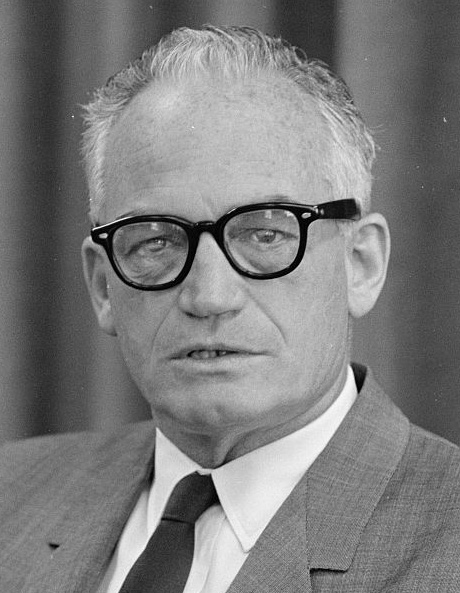
Senator Barry Goldwater aus Arizona

Des Weiteren trat noch Barry Goldwater, ein US-Senator aus Arizona und erfolgloser Präsidentschaftskandidat bei der Wahl vier Jahre später, an.
Nach der Ratifizierung des 22. Amendments im Jahre 1951 konnte Präsident Eisenhower nicht nochmals zur Wahl antreten. Er war 1952 gewählt und 1956 bestätigt worden. 1960 war er weiterhin außerordentlich populär und viele Historiker sind der Meinung, hätte er für eine dritte Amtszeit kandidieren dürfen, hätte er jeden anderen Kandidaten inklusive Kennedy geschlagen.
1959 sah es danach aus, als hätte der bisherige Vizepräsident Richard Nixon in New Yorks Gouverneur Nelson Rockefeller einen ernsthaften Herausforderer. Der Gouverneur war der Anführer des moderat-liberalen Flügels der Republikaner. Nach einer Tour durch die USA zog er jedoch seine Kandidatur zurück, nachdem klar wurde, dass die große Mehrheit der Republikaner sich für Nixon entscheiden würde. Zwar erklärte er, bei einem etwaigen „Ruf“ des Parteitages zur Verfügung zu stehen, dieser erfolgte jedoch nie. Rockefeller hatte sich u. a. durch progressiven Ansichten und seine Warnung vor einer Unterwanderung der Partei durch extreme Gruppen wie die John Birch Society unbeliebt gemacht. Nach seinem Rückzug gab es keine ernstzunehmende Gegenkandidatur für Nixon mehr. Dennoch trafen sich beide Männer, um über ein künftiges Parteiprogramm zu sprechen, wobei Nixon einige der Ideen Rockefellers aufgriff. Auf der Convention der Republikaner 1960 in Chicago wurde Nixon mit überwältigender Mehrheit zum Präsidentschaftskandidaten gekürt, in seinem Grundsatzprogramm wurden die Vereinbarungen mit Rockefeller zum Teil wieder gestrichen. Der konservative Senator Barry Goldwater aus Arizona, der Nixons und Rockefellers Unterredung mit dem Münchner Abkommen verglich, bekam 10 Stimmen, obwohl er selbst nicht offiziell kandidiert hatte. Nixon nahm den früheren Senator für Massachusetts und Botschafter bei den Vereinten Nationen, Henry Cabot Lodge junior, als Vizepräsidentschaftskandidaten an.

### Demokraten
Die folgenden demokratischen Politiker waren Kandidaten im Rennen um die Präsidentschaftswahl 1960. Mit Ausnahme von Kennedy, Lyndon Johnson, Hubert Humphrey, Stuart Symington und Adlai Stevenson waren alle anderen Kandidaten ohne realistische Chance auf die Nominierung.

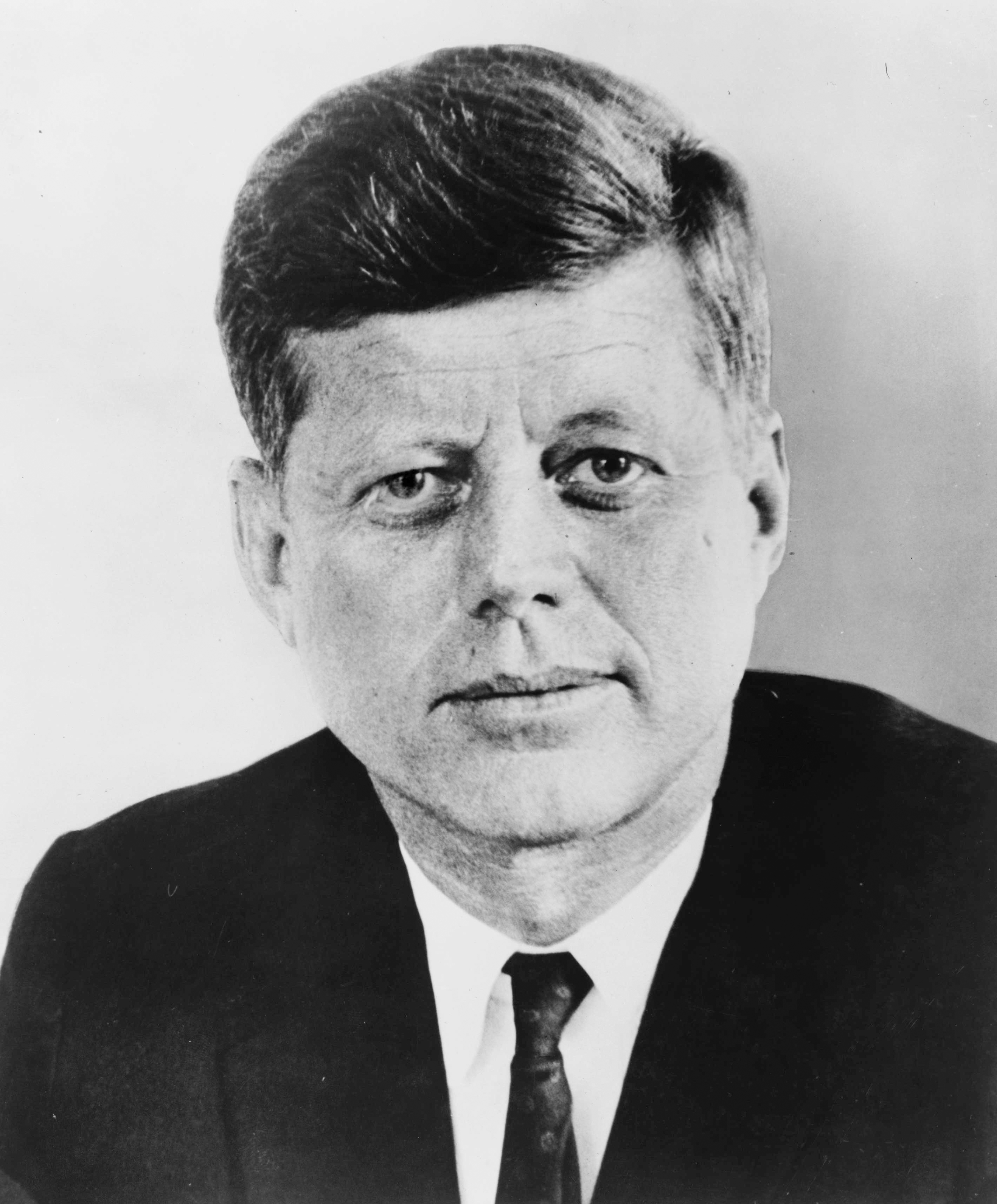
Senator John F. Kennedy, Massachusetts
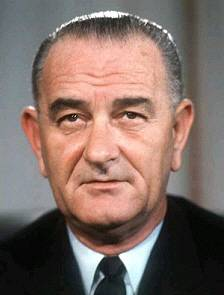
Mehrheitsführer im US-Senat Lyndon B. Johnson, Texas
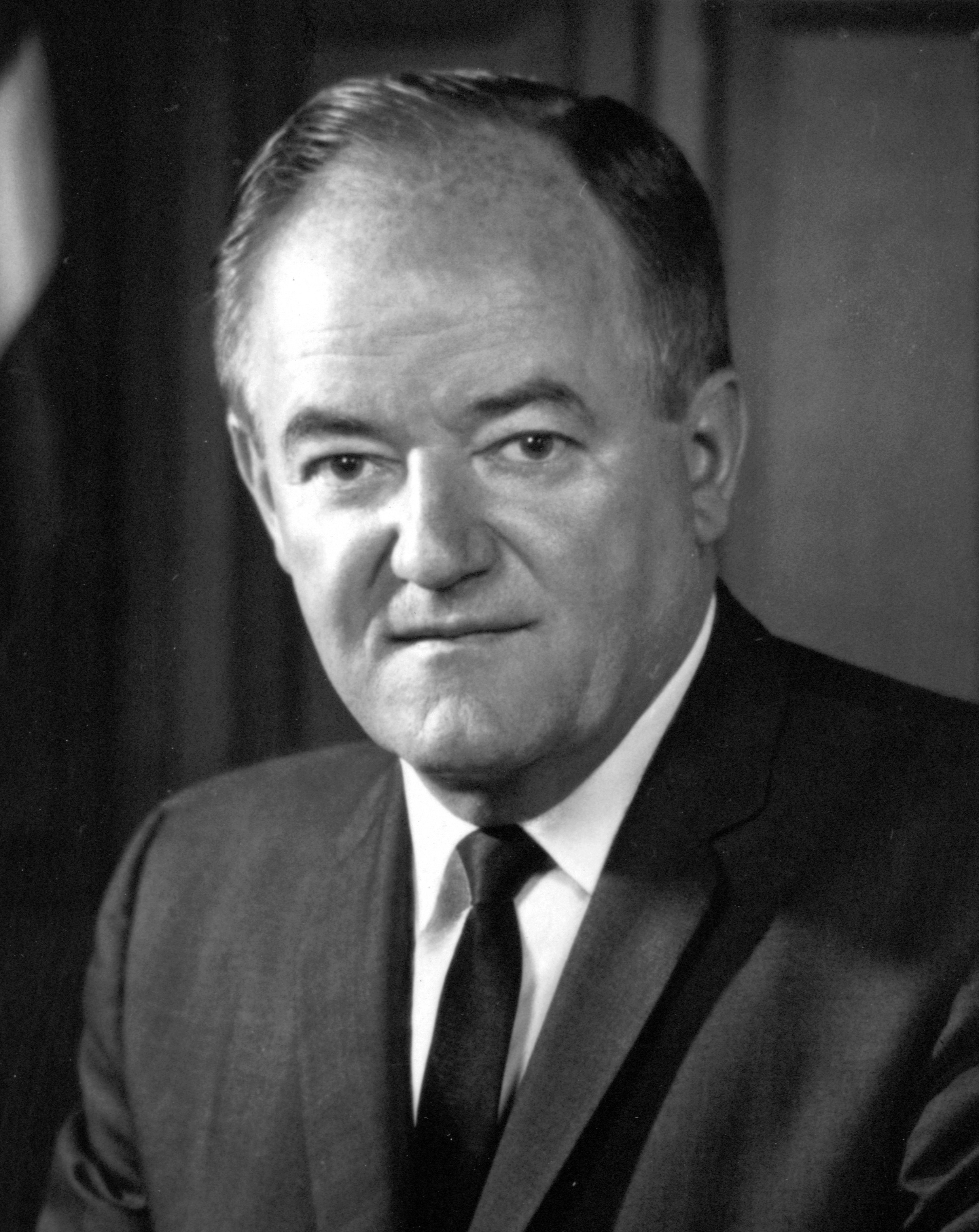
Senator Hubert H. Humphrey, Minnesota
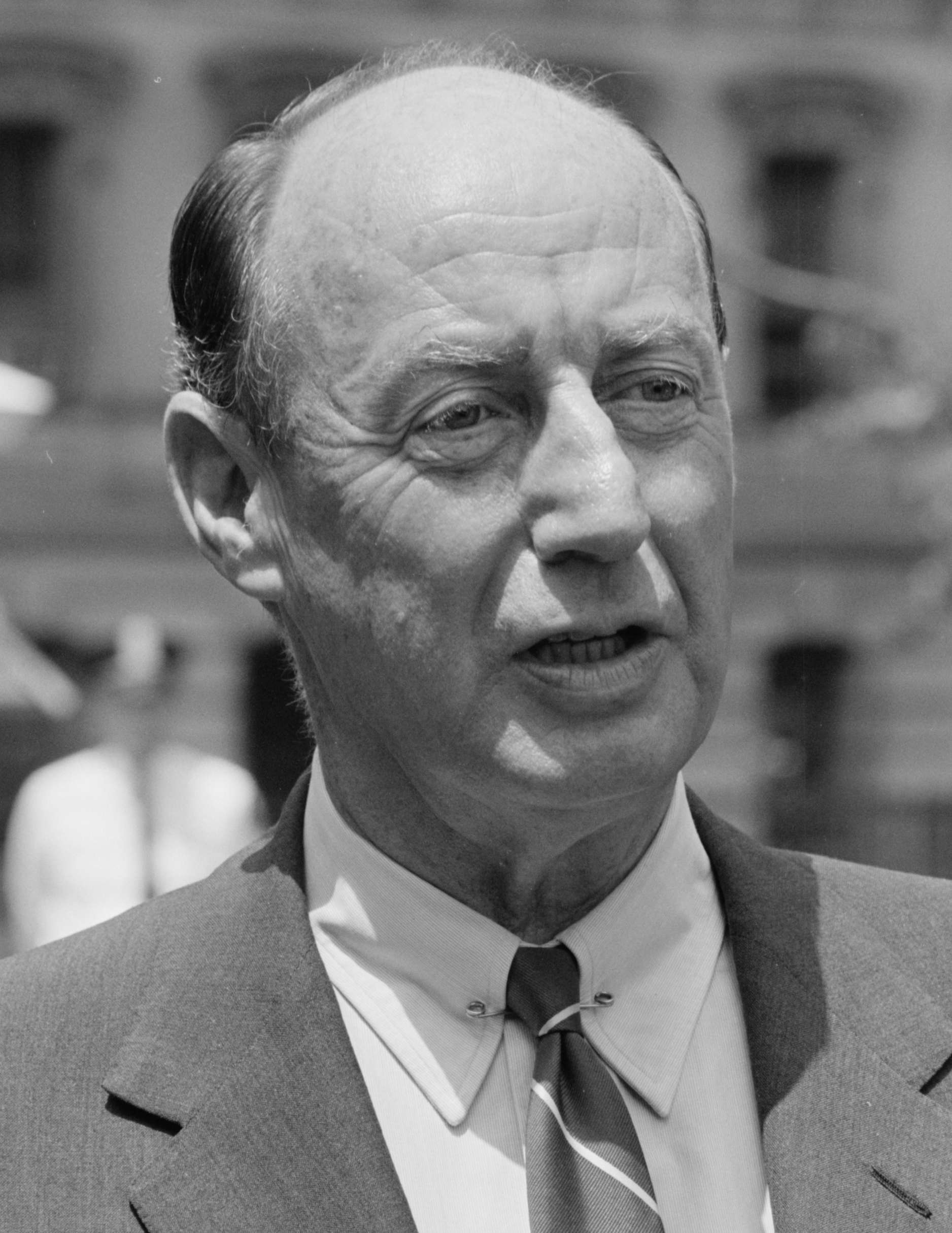
Ehem. Gouverneur Adlai Stevenson von Illinois
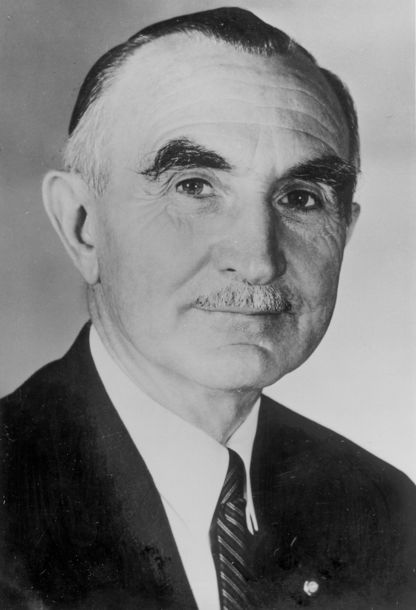
Senator Wayne Morse aus Oregon
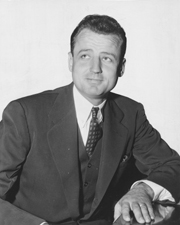
Senator George Smathers aus Florida
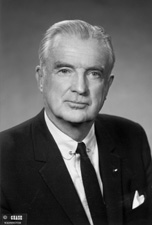
Senator Stuart Symington aus Missouri

Es bewarben sich ferner Ross Barnett, der Gouverneur von Mississippi, der kalifornische Gouverneur Pat Brown, Michael DiSalle, Gouverneur von Ohio, Paul C. Fisher, ein Geschäftsmann aus Pennsylvania, und New Jerseys Gouverneur Robert B. Meyner.
Anfangs versuchten einige frühere Parteigrößen, darunter Ex-Präsident Harry S. Truman, Kennedy davon zu überzeugen, dass er zu jung und unerfahren sei, um Präsident zu werden; man wollte ihn überreden, sich als running mate an der Seite eines erfahreneren Demokraten zur Verfügung zu stellen. Kennedy durchschaute diese Taktik seiner Kritiker, die ihn damit als Leichtgewicht darstellen wollten, und stellte unmissverständlich klar: „Ich kandidiere nicht für das Amt des Vizepräsidenten – ich will Präsident werden.“
Ein weitaus größeres Problem für Kennedy war die Tatsache, dass er Katholik war. Man erinnerte sich an den demokratischen – und ebenfalls katholischen – Kandidaten Alfred E. Smith, der 1928 ins Rennen um die Präsidentschaft ging und klar verlor. Smith war seinerzeit Opfer anti-katholischer Polemik geworden.
Viele fragten sich, ob Vorurteile gegenüber seiner Konfession Kennedys Chancen auf die Nominierung und die spätere Wahl mindern würden.
Um seine Wählbarkeit unter Beweis zu stellen, forderte Kennedy Hubert Humphrey, einen liberalen Senator aus Minnesota, in den Primarys von Wisconsin heraus. Obwohl Kennedy Humphrey in Wisconsin besiegte, zweifelten nach wie vor Parteigrößen daran, dass er genügend Anziehungskraft auf nicht-katholische Wähler hätte, da sein Sieg in großem Maße in vorwiegend katholisch geprägten Gebieten zustande kam.
Der nächste Wahlkampf, den beide Kontrahenten austrugen, fand im vorwiegend protestantisch geprägten West Virginia statt, in dem große Skepsis gegenüber allem Katholischen vorherrschte – so sagte man. Die Kampagne von Humphrey konnte finanziell nicht mehr aus dem Vollen schöpfen und daher nicht mit dem besser organisierten und finanzstarken Team von Kennedy mithalten. Kennedy ließ seine attraktiven Geschwister in großem Maße in seinen Wahlkampf einbinden, was Humphrey veranlasste zu sagen, er „fühle sich wie ein unabhängiger Kaufmann, der gegen eine Einzelhandelskette antritt“.
Kennedy gewann den Staat in den Vorwahlen erdrutschartig mit über 60 % der abgegebenen Stimmen. Anschließend verabschiedete sich Humphrey aus dem Rennen und Kennedy hatte den Sieg bekommen, den er brauchte, um die Partei davon zu überzeugen, dass ein Katholik in einem nicht-katholischen Staat gewinnen kann. In den kommenden Monaten vor der demokratischen Convention reiste Kennedy durchs Land und versuchte, Delegierte aus verschiedenen Staaten davon zu überzeugen, ihn zu unterstützen. Trotzdem fehlten Kennedy zu Beginn der Convention einige Dutzend Stimmen, um zum Kandidaten der Demokratischen Partei gekürt zu werden.
Staaten, die in den Vorwahlen gewonnen wurden:
- von Kennedy: Illinois, Indiana, Maryland, Massachusetts (Heimatstaat), New Hampshire, Nebraska, Pennsylvania, Oregon, West Virginia, Wisconsin
- von Humphrey: South Dakota, District of Columbia
- von Brown: Kalifornien (Heimatstaat)
- von Smathers: Florida (Heimatstaat)
- von DiSalle: Ohio (Heimatstaat)

### Nominierungsparteitag der Demokraten
Der Nominierungsparteitag der Demokraten wurde vom 11. bis 15. Juli 1960 in Los Angeles abgehalten. In der Woche vor dem Parteitag bekam Kennedy zwei neue Herausforderer mit Lyndon B. Johnson, dem mächtigen Mehrheitsführer im US-Senat, der aus Texas kam und Adlai Stevenson, der bereits 1952 und 1956 nominiert worden war, jedoch beide Male klar gegen Eisenhower verloren hatte. Letztlich waren jedoch weder Johnson noch Stevenson eine wirkliche Herausforderung für das talentierte und hocheffiziente Wahlkampfteam Kennedys, das von Robert Kennedy geleitet wurde.
Johnson schlug Kennedy eine TV-Debatte vor den beiden Delegationen von Texas und Massachusetts vor; Kennedy akzeptierte das Angebot. Die meisten Beobachter hatten den Eindruck, dass Kennedy die Debatte schließlich gewann und Johnson seine Unterstützung nicht über den Süden hinaus ausbauen konnte. Stevenson war zwar unter vielen liberalen Delegierten populär – gerade auch unter kalifornischen –, aber seine beiden herben Niederlagen 1952 und 1956 ließen die Partei nach einem „neuen Gesicht“ suchen, dem man eine höhere Chance auf den Gewinn der Wahlen einräumte.
Kennedy gewann die Nominierung im ersten Durchgang. Gleich im Anschluss wurde Johnson von Kennedy gefragt, ob er sein Vizepräsident werden wollte – ein Schachzug, der viele überraschte. Bis heute gibt es viele Debatten über die Details von Johnsons Nominierung – warum sie ihm angeboten wurde und weshalb er sie akzeptierte.
Einige Historiker spekulieren, dass Kennedy ursprünglich jemand anderen wollte (wie z. B. Senator Stuart Symington oder Scoop Jackson) und dass er die Vizepräsidentschaft Johnson als erstes nur aus Höflichkeit gegenüber dem mächtigen Mehrheitsführer des US-Senats anbot. Nach dieser Theorie war Kennedy selbst überrascht, als Johnson den zweiten Platz auf dem demokratischen Ticket akzeptierte.
Eine andere Geschichte wird folgendermaßen erzählt: Robert Kennedy versuchte Johnson, nachdem dieser das Angebot bereits akzeptiert hatte, wieder davon abzubringen, Vizepräsidentschaftskandidat zu werden. Johnson fühlte sich davon angegriffen, dass der kleine Bruder von JFK ihn so dreist davon abhalten wollte, als Vize anzutreten. Als Antwort auf diese unverblümte Konfrontation mit Robert Kennedy rief Johnson Kennedy an und bestätigte ihm, dass er der Vizepräsidentschaftskandidat sei; JFK seinerseits stellte dies ebenfalls klar. Johnson und Robert Kennedy wurden durch diesen Zwischenfall zu erbitterten Gegnern, die eine harte persönliche und politische Auseinandersetzung fast die ganzen 60er Jahre hindurch ausfochten, die schwere Auswirkungen auf die Demokraten hatte.
Trotz der Vorbehalte Robert Kennedys gegenüber einer Nominierung von Johnson zeigte sich, dass der Schachzug ein meisterlicher für seinen älteren Bruder war. Johnson schlug sich mit Verve im Wahlkampf für JFK und war hauptverantwortlich dafür, dass die Demokraten mehrere Südstaaten gewannen, die eigentlich skeptisch gegenüber Kennedy waren, vor allem Johnsons Heimatstaat Texas.
Das Ergebnis der Convention
| John F. Kennedy     | 806  |
| Lyndon B. Johnson   | 409  |
| Stuart Symington    | 86   |
| Adlai Stevenson     | 79,5 |
| Robert B. Meyner    | 43   |
| Hubert H. Humphrey  | 41   |
| George Smathers     | 30   |
| Ross Barnett        | 23   |
| Herschel Loveless   | 2    |
| Pat Brown           | 1    |
| Orval Faubus        | 1    |
| Albert D. Rosellini | 1    |
| ------------------- | ---- |

## Wahlkampf
Kennedy war der zweite Katholik überhaupt, der sich um das höchste Staatsamt bewarb; 1928 hatte der Demokrat und bekennende Katholik Al Smith vergeblich für das Präsidentenamt kandidiert. Während des Wahlkampfs griff Kennedy Eisenhower und die Republikaner an: Amerika falle im Kalten Krieg hinter die Sowjetunion zurück – wirtschaftlich wie militärisch – und als Präsident werde er Amerika wieder nach vorne bringen. Nixon antwortete darauf, dass er im Falle seiner Wahl die Friedens- und Wohlstandspolitik, die Eisenhower geprägt hatte, weiter fortführen würde und dass Kennedy zu jung und unerfahren sei, um ihm in Zeiten des Kalten Krieges die Präsidentschaft anzutragen. Der Republikaner versuchte außerdem die Unterstützung der Landwirte zu gewinnen, indem er versprach, den unbeliebten Agrarminister Ezra Taft Benson durch einen Politiker aus dem teils ländlich geprägten Mittleren Westen zu ersetzen. Nixons Wahlkampf wurde teilweise dadurch behindert, dass er infolge einer Knieverletzung einige Tage im Walter-Reed-Militärkrankenhaus behandelt werden musste.
Im April 1960 regte Bob Sarnoff, der Präsident der National Broadcasting Company (NBC), als erster an, Debatten der Präsidentschaftskandidaten im Fernsehen zu übertragen. Ende Juli griff Nixon diesen Vorschlag auf und signalisierte seine Bereitschaft zu einem Fernsehduell mit Kennedy. Weil er weniger bekannt war als sein republikanischer Konkurrent und zudem weniger Wahlkampfmittel zur Verfügung hatte, akzeptierte Kennedy sofort Nixons Angebot. Mit dem 9. August beginnend wurden mehrere Treffen zwischen Vertretern von Demokraten, Republikanern und Journalisten von NBC, Columbia Broadcasting System (CBS), American Broadcasting Company (ABC) und Mutual Broadcasting System (MBS) abgehalten, um die Bedingungen und Details des Fernsehduells festzulegen. Am 24. August verabschiedete der Kongress einen Beschluss, der gesetzliche Hürden zur Ausrichtung eines solchen TV-Formats zwischen Präsidentschaftskandidaten beseitigte. Schließlich kam es zwischen dem 26. September und dem 21. Oktober zu vier TV-Duellen. Die Fernsehdebatten zwischen Kennedy und Nixon stellten eine Premiere dar. Obwohl die zeitgenössische Presse das erste Duell oftmals als ereignislos abtat, werden sie in der späteren Forschung als das wichtigste und das bahnbrechende Ereignis in der amerikanischen Wahlkampfgeschichte des 20. Jahrhunderts bewertet.

## Ergebnis
| Kandidat                     | Partei | Partei       | Stimmen    | Stimmen | Wahlmänner |
| Kandidat                     | Partei | Partei       | Anzahl     | Prozent | Wahlmänner |
| ---------------------------- | ------ | ------------ | ---------- | ------- | ---------- |
| John Fitzgerald Kennedy      |        | Demokrat     | 34.220.984 | 49,7 %  | 303        |
| Richard Nixon                |        | Republikaner | 34.108.157 | 49,6 %  | 219        |
| Harry Byrd                   |        | Demokrat     | 0          | 0,0 %   | 15         |
| nicht festgelegte Wahlmänner |        | Demokrat     | 610.409    | 0,4 %   | —          |
| Andere                       | Andere | Andere       | 216.882    | 0,3 %   | —          |
| Gesamt                       | Gesamt | Gesamt       | 68.832.482 | 100,0 % | 537        |

Die Wahl fand am 8. November 1960 statt. Bei den Stimmen der Bürger, dem Popular Vote, betrug Kennedys Vorsprung nur 0,1 Prozent, was etwa 112.000 Stimmen entsprach. Es war einer der knappsten Vorsprünge in der Geschichte der amerikanischen Präsidentschaftswahlen, sowie der geringste Vorsprung bei einer Wahl im 20. Jahrhundert. Im Wahlmännergremium war Kennedys Vorsprung deutlicher: Die sich mehrheitlich für ihn aussprechenden Bundesstaaten stellten 303 Elektoren, Nixon hatte 219 auf sich vereinen können (270 waren zum Sieg erforderlich). Überraschend gelang Kennedy der Sieg in mehreren Südstaaten, darunter das bevölkerungsreiche Texas. Sein Sieg in diesem Bundesstaat wird im Wesentlichen auf seinen texanischen Vizepräsidentschaftskandidaten Lyndon B. Johnson zurückgeführt. Mit der Unterstützung der Bürgerrechtsbewegung durch Kennedy und Johnson sollte jedoch die Unterstützung für demokratische Präsidentschaftskandidaten in den Südstaaten in den folgenden Jahren weiter schwinden.
Die Wahl von 1960 war die einzige Wahl, bei der sogenannte „unpledged electors“ („nicht festgelegte Wahlmänner“ – acht aus Mississippi, sechs aus Alabama) in das Wahlmännerkollegium gewählt wurden. Zwölf weitere Wahlmänner wurden von Georgia als „unpledged“ erklärt. Diese Wahlmänner waren von konservativen Demokraten des Südens als Verhandlungsmasse bei der Präsidentenwahl selbst oder zum Zwecke vorgesehen, die Präsidentschaftswahlen (wie die amerikanische Verfassung es im Fall vorsieht, dass kein Kandidat eine absolute Mehrheit der Wahlmännerstimmen erhält) auf das Repräsentantenhaus zu verlagern. Da Kennedy über eine hinreichende Mehrheit von Wahlmännerstimmen verfügte, waren diese Wahlmänner jedoch zahlenmäßig nicht in der Lage, das Ergebnis zu beeinflussen. Die 14 „unpledged electors“ Alabamas und Mississippis gaben ihre Stimmen daraufhin dem Senator Harry F. Byrd, außerdem erhielt er eine 15. Wahlmännerstimme von einem faithless elector aus Oklahoma, der entgegen dem Wähleraufrag stimmte. Senator Byrd war von innerparteilichen Opponenten Kennedys ins Spiel gebracht worden; Byrd selbst hatte eine Kandidatur abgelehnt. Die zwölf Wahlmänner Georgias stimmten für Kennedy.
Die Wahl von 1960 ist nach wie vor Gegenstand von Diskussionen zwischen Historikern, inwiefern Abstimmungsunregelmäßigkeiten in einigen Staaten Kennedys Sieg unter Umständen erst ermöglichten. Bei dieser Wahl durften erstmals Alaska und Hawaii teilnehmen, die am 3. Januar beziehungsweise am 21. August 1959 in die USA als Bundesstaaten aufgenommen worden waren. Nixon hatte auch seinen Wahlkampf im August 1959 auf Hawaii begonnen.
In 20 Bundesstaaten (in denen es um insgesamt 256 Wahlmänner ging) lagen zwischen Erstem und Zweitem weniger als fünf Prozent Differenz:
1. Hawaii, 0,06 %
2. Illinois, 0,19 %
3. Missouri, 0,52 %
4. California, 0,55 %
5. New Mexico, 0,74 %
6. New Jersey, 0,80 %
7. Minnesota, 1,43 %
8. Delaware, 1,64 %
9. Alaska, 1,88 %
10. Texas, 2,00 %
11. Michigan, 2,01 %
12. Nevada, 2,32 %
13. Pennsylvania, 2,32 %
14. Washington, 2,41 %
15. South Carolina, 2,48 %
16. Montana, 2,50 %
17. Mississippi, 2,64 %
18. Florida, 3,03 %
19. Wisconsin, 3,72 %
20. North Carolina, 4,22 %

Zwischen 5 % und 10 % Differenz gab es in Staaten, in denen es um insgesamt 160 Wahlmännerstimmen ging:
1. Oregon, 5,24 %
2. New York, 5,26 %
3. West Virginia, 5,46 %
4. Virginia, 5,47 %
5. Ohio, 6,56 %
6. New Hampshire, 6,84 %
7. Arkansas, 7,13 %
8. Tennessee, 7,15 %
9. Kentucky, 7,18 %
10. Maryland, 7,22 %
11. Connecticut, 7,46 %
12. Idaho, 7,56 %
13. Utah, 9,64 %
14. Colorado, 9,73 %

## Filme
- John F. Kennedy vs. Richard Nixon. USA 2016, 41-minütiger Dokumentarfilm (CNN) von Christopher Spencer für die Serie Race for the White House.